# Verladerampe

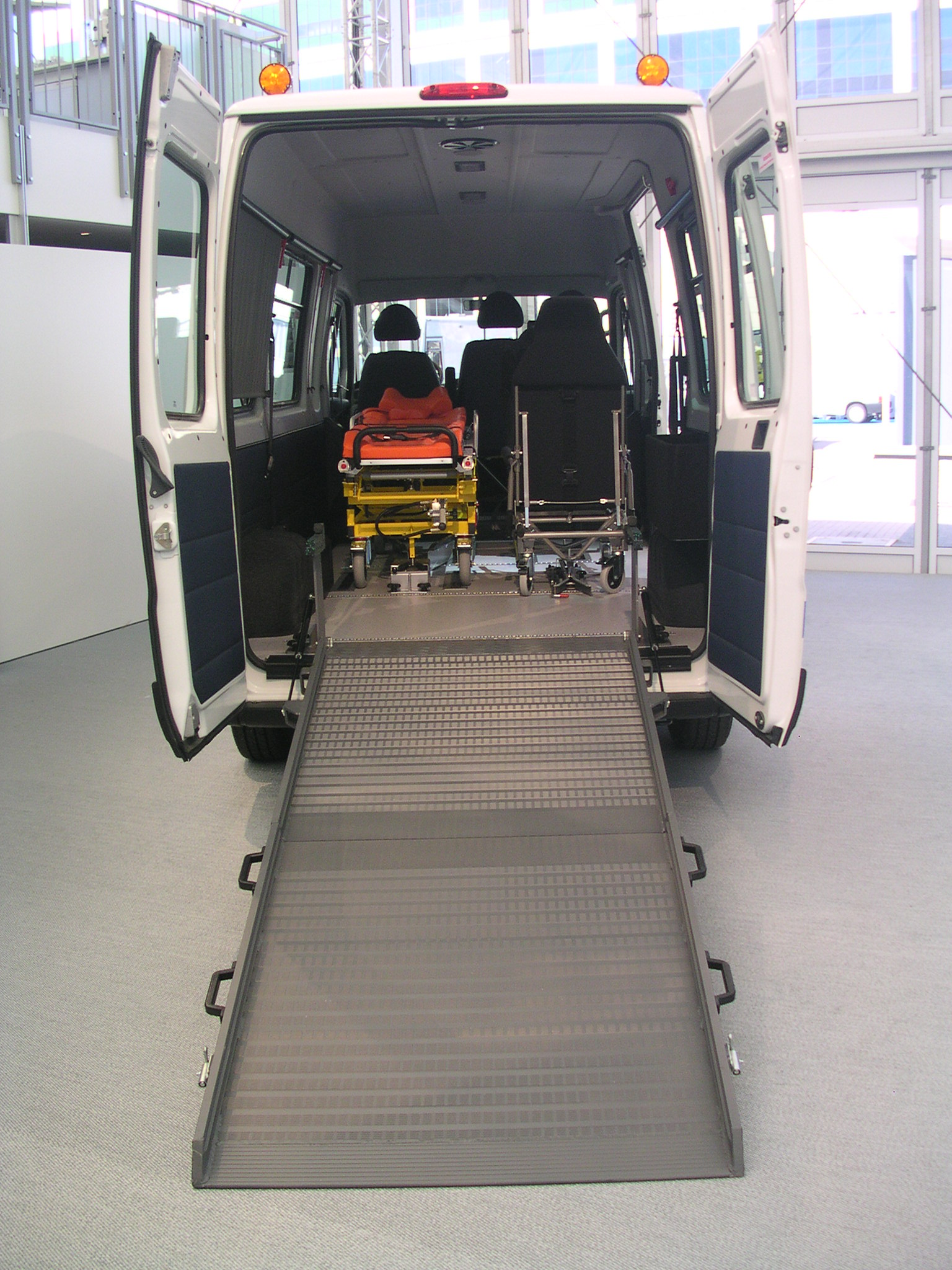
Transportfahrzeug mit Rollstuhlrampe

Der Begriff Verladerampe, auch Auffahrrampe, Auffahrschienen, Verladeschienen, bezeichnet eine geneigte Fläche zum Überfahren mit einem Radfahrzeug oder mit Transportgütern auf Rädern oder Rollen.
Im Gegensatz zu baulich fest ausgeführten oder natürlich entstandenen größeren Rampen ist damit meist eine zwischen zwei höhenungleichen Ebenen temporär angesetzte Trägerfläche bzw. Fahrbahn gemeint. Sehr häufig ist dabei die Ausführung aus Stahl- oder Aluminium-Profilblech mit oder ohne ausgeprägte Seitenbegrenzungen.
Je nach der Ausführungsart und dem Benutzungszweck gibt es unterschiedliche Arten von Rampen, wobei sich auch Überschneidungen der Zwecke oder Bezeichnungen ergeben.

## Unterscheidung nach dem engeren Anwendungszweck

### Rollstuhlrampe
Hauptartikel: Rollstuhlrampe
Eine Rollstuhlrampe ist in der Spurbreite und von der Tragfähigkeit her für die Benutzung mit Rollstühlen inklusive der darin sitzenden Person oder nur für die Verladung eines schweren Elektrorollstuhls abgestimmt. Sie können als transportable, an verschiedenen Orten nach Bedarf einsetzbare Produkte oder als Anbau-Bestandteil von Fahrzeugen vorkommen.

### Quadrampe, Rasenmähertraktorrampe,  Motorradrampe
Die Rampe ist in ihrer Spurbreite und von der Tragfähigkeit vor allem auf Quad- und Rasenmähertraktorfahrzeuge oder Motorräder abgestimmt.

### Türschwellenrampe
Die Rampe besteht aus einer einteiligen Fläche und soll vor allem zur Überwindung einer einzelnen Eingangsstufe für Personen mit Rollstuhl oder mit einem Kinderwagen dienen.

### Bordsteinkeile
Bordsteinkeile sind kurze, rampenähnliche Flächen, mit denen ein flächiger Übergang entlang einer Bordsteinkante geschaffen werden kann.

## Unterscheidung nach der Mobilität

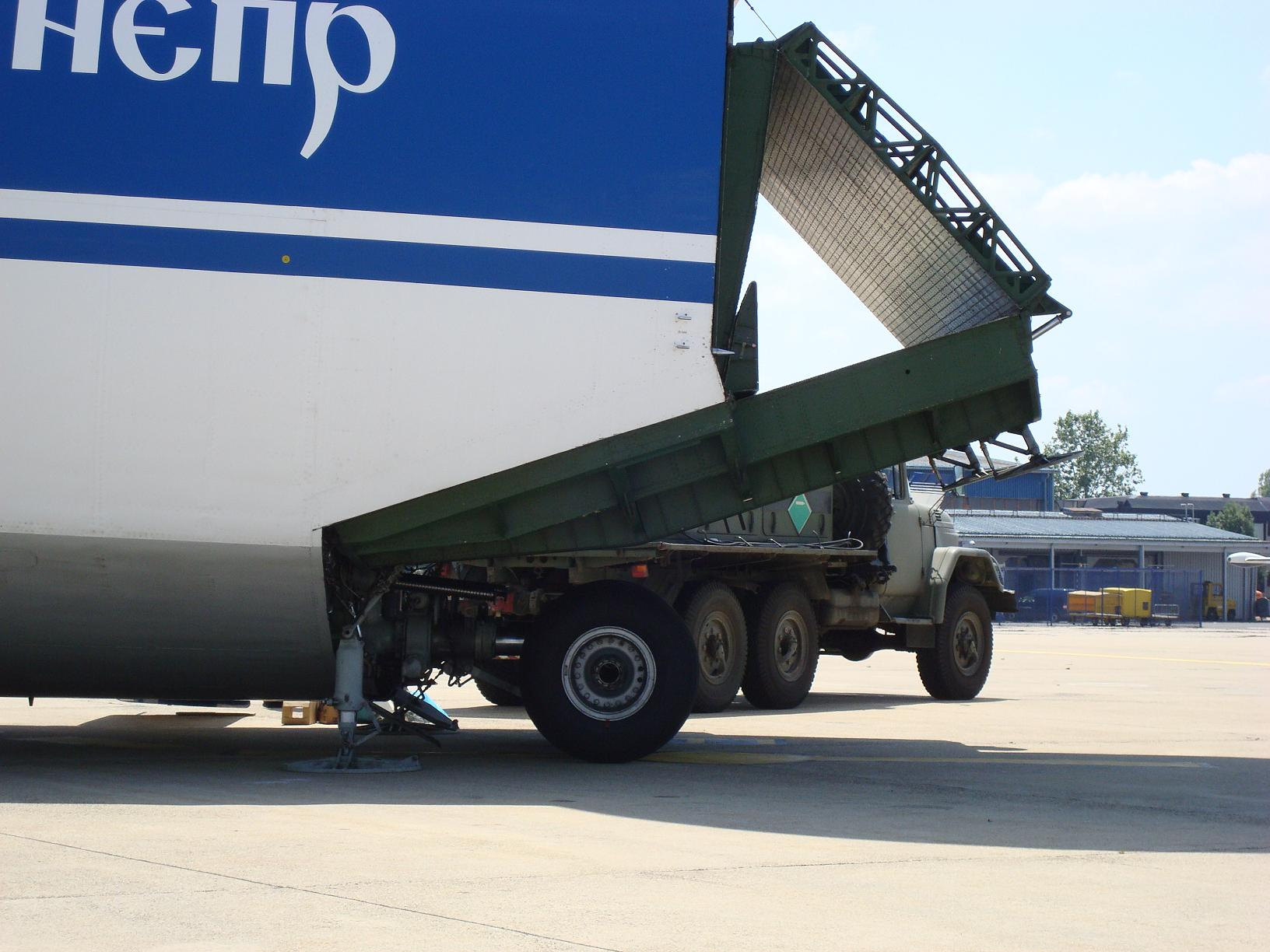
Verladerampe an einem Transportflugzeug (Antonow An-124)

### Einbaurampe
Als Einbaurampen, auch Überladebrücke genannt, werden häufig Rampen bezeichnet, die zumindest an einer Seite mit einem Gebäude oder mit einem Transportfahrzeug verbunden sind. Es kann damit sowohl eine unbewegliche Verbindung (vor allem an Gebäuden) oder eine hochklappbare Verbindung (vor allem an Fahrzeugen) gemeint sein.

### Klapprampe
Klapprampen sind an einer Seite mit dem Eingang oder der Ladefläche eines Transportfahrzeugs, seltener mit einem Gebäude hochklappbar verbunden.

### Mobile Rampen
Mobile Rampen werden ohne Befestigungen zwischen den höhenungleichen Ebenen aufgelegt und wieder abgenommen, sie können meist auch leicht transportiert werden. Sie werden oft nur bei lokalem Bedarf oder an anwendungsbedingt wechselnden Orten eingesetzt.

## Unterscheidung nach der Ausführungsart

### Starre Rampen bzw. Auffahrschienen
Die Rampe hat keine beweglichen Teile. Produkte dieses Typs können sowohl als fest eingebaute als auch als mobile Rampen Anwendung finden.

### Faltrampen
Die Rampe besteht aus zwei oder mehr Teilen, die durch bewegliche Gelenke miteinander verbunden sind und sich zum Zweck des Transports längs zusammenfalten lassen. Sie finden meist als mobile Rampen Anwendung.

### Teleskoprampe, Teleskop-Auffahrschienen
Die Rampe besteht aus zwei oder mehr Teilen, die gegenseitig ineinanderschiebbar miteinander verbunden sind und sich zum Zweck des Transports zusammenschieben lassen. Sie finden meist als paarig verwendete schmale Rampen mobile Anwendung.

### Kofferrampe
Die Rampe besteht aus zwei oder mehr Teilen, die durch bewegliche Gelenke miteinander verbunden sind und sich zum Zweck des Transports quer auf etwa Kofferformat zusammenfalten lassen. Sie finden meist als mobile Rampen Anwendung.

### Breitrampe
Die Rampe besteht aus einer relativ breiten einteiligen Fläche. Die Bezeichnung wird vor allem zur Unterscheidung gegenüber schmalen, paarig verwendeten Auffahr- oder Verladeschienen verwendet.

### Schwerlastrampe
Die Rampe hat eine besonders hohe Tragfähigkeit zur Verladung schwerer Lasten oder Fahrzeuge, beispielsweise von Baumaschinen auf Tieflader.

## Steigungs- und Längenbestimmung einer Verladerampe
In Bezug auf die Steigungs- und Längenbestimmung einer Verladerampe gilt die DGUV-Regel 180-006 (ehemals BGR 233). Diese schreibt für Verladerampen eine maximale Steigung von 30 % vor, wenn die Rampe für eine gewerbliche Nutzung vorgesehen ist. Bei privater Nutzung ist die Wahl der Steigung dem Nutzer vorbehalten.
Bei der Bestimmung einer geeigneten Rampensteigung zum Verladen von Transportgütern, Fahrzeugen oder Baumaschinen sind vor allem die folgenden Parameter wichtig:
- Bodenfreiheit des Verladeguts: Je nach vorhandener Bodenfreiheit kann das Verladegut den Transport blockieren, wenn die Steigung zu stark ist. Bei der Auswahl der Steigung ist die Bodenfreiheit daher zu berücksichtigen.

- Kraftaufwand: Je größer die Steigung ist, desto größer ist auch der erforderliche Kraftaufwand zum Verladen des Transportguts.

- Flexibilität: Wenn die Rampe bei verschiedenen Einsatzzwecken zum Einsatz kommen soll, sind die verschiedenen Anforderungen bei der Auslegung der Rampe zu berücksichtigen.

Zur Berechnung der Rampenlänge kann die folgende Formel herangezogen werden: Rampenlänge =Höhendifferenz / Steigung.